# Salzstellen bei Sülldorf
Koordinaten: 52° 1′ 39″ N, 11° 34′ 11″ O

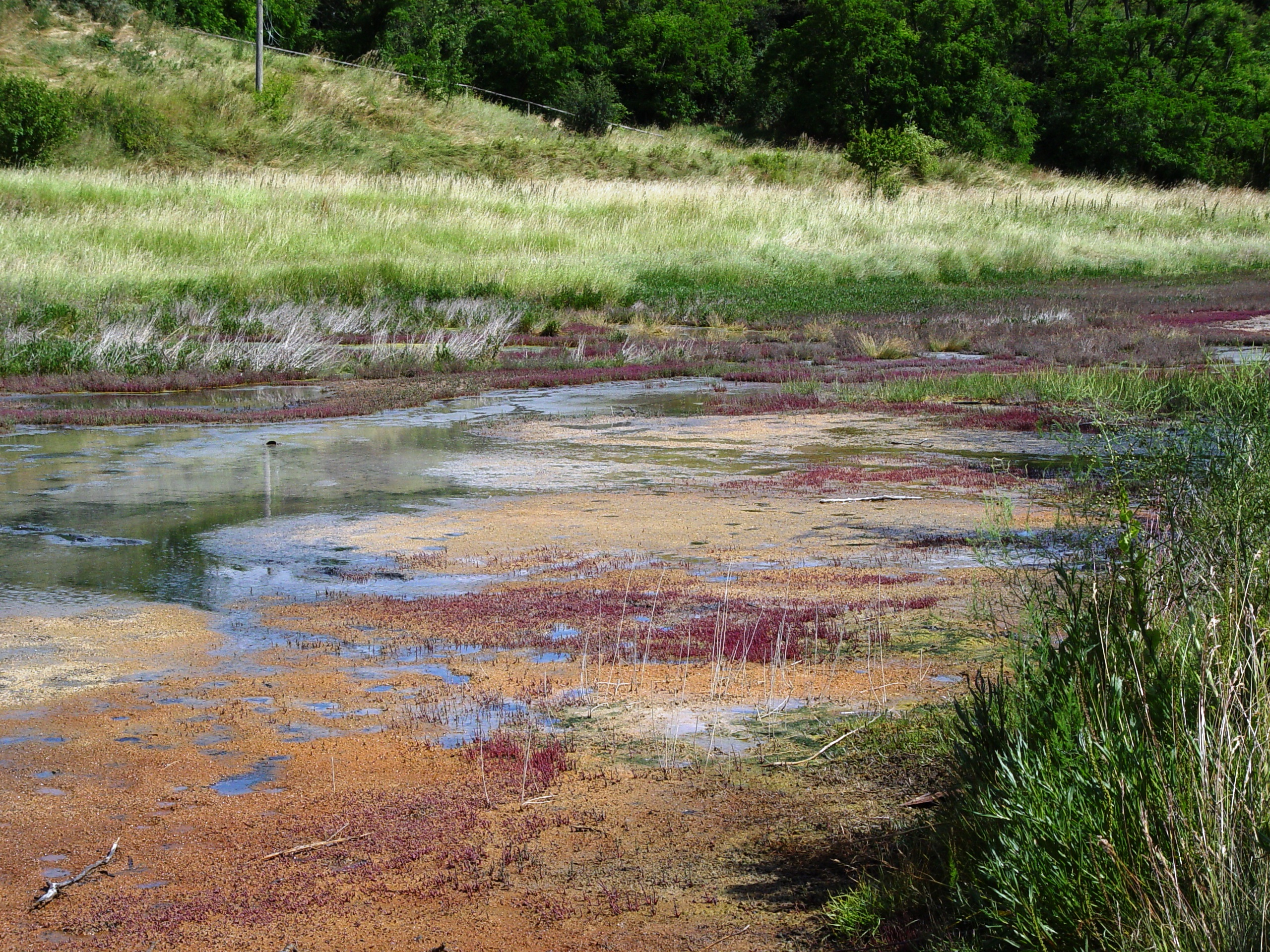
Salzwiese bei Sülldorf

Die Salzstellen bei Sülldorf sind ein Naturschutzgebiet in der Einheitsgemeinde Sülzetal im Landkreis Börde in Sachsen-Anhalt.
Das Naturschutzgebiet mit dem Kennzeichen NSG 0149 ist 23 Hektar groß. Es ist vollständig Bestandteil des FFH-Gebietes „Sülzetal bei Sülldorf“. Das Gebiet steht seit Anfang 1995 unter Schutz (Datum der Verordnung: 9. Februar 1995). Zuständige untere Naturschutzbehörde ist der Landkreis Börde.
Das aus zwei Teilflächen bestehende Naturschutzgebiet liegt südwestlich von Magdeburg in der Magdeburger Börde. Es erstreckt sich westlich und östlich von Sülldorf entlang der Sülze sowie des Seerennengrabens und umfasst zwei Salzwiesenbereiche als bedeutende Binnensalzstelle. Im Bereich des Naturschutzgebietes befinden sich mehrere Quellbereiche, in denen Wasser aus salzführendem Zechstein im Untergrund aufsteigt. Durch starke oberflächliche Austrocknung ist eine hohe Salzkonzentration vorhanden. Weite Bereiche sind vegetationslos bzw. nur von sehr halotoleranten Pflanzen besiedelt. So kommen hier Queller und Strandsode vor. Bereiche mit geringerem Salzgehalt werden u. a. von Stielfrüchtiger Salzmelde, Flügelsamiger Schuppenmiere und Strandaster eingenommen. Außerdem sind Sellerie und Strandaster zu finden. 
Feuchte bis nasse Standorte werden von Salzschwaden-Strandaster-Gesellschaften mit Salz-Schuppenmiere, Stranddreizack, Gewöhnlichem Salzschwaden und Strandmilchkraut dominiert. Flach überstaute Bereiche werden von Strandbinsenröhrichten mit Salz-Teichsimse eingenommen. 
Die weniger salzbeeinflussten Bereiche werden von Schilfröhricht, Glanzmelde und Wiesen eingenommen. Weiterhin sind Halbtrockenrasengesellschaften, so auch im Bereich der Streuobstbereiche oberhalb von Sülldorf, zu finden. Hier treten u. a. Echtes Labkraut, Feldmannstreu und Rötliches Fingerkraut auf.
Im Bereich der Salzstellen kommen verschiedene halobionte, haliphile und halotolerante Insekten vor, darunter halobionte Laufkäfer, verschiedene Ufer- und Weichwanzen, Heuschrecken wie Kurzflüglige und Langflüglige Schwertschrecke, Große Goldschrecke, Libellen wie Südliche Binsenjungfer und Kleine Pechlibelle sowie verschiedene Halmfliegen.
Teile der früher ausgedehnten Salzwiesen sind infolge fehlender Beweidung in Schilfbestände übergegangen. Das Naturschutzgebiet grenzt größtenteils an landwirtschaftliche Nutzflächen sowie an die Wohnbebauung von Sülldorf.